# Rijnsweerd
Rijnsweerd is een deel van de wijk Oost in de Nederlandse stad Utrecht, bestaande uit de buurten Rijnsweerd-Noord en Rijnsweerd-Zuid. Rijnsweerd wordt aan de ene kant begrensd door de Schildersbuurt en het Wilhelminapark, en aan de andere kant door het universiteitscentrum De Uithof.
De buurt/subwijk is vernoemd naar het voormalige huis Rijnsweerd, dat zich echter in de westelijker gelegen buurt/subwijk Galgenwaard bevond.

## Omschrijving

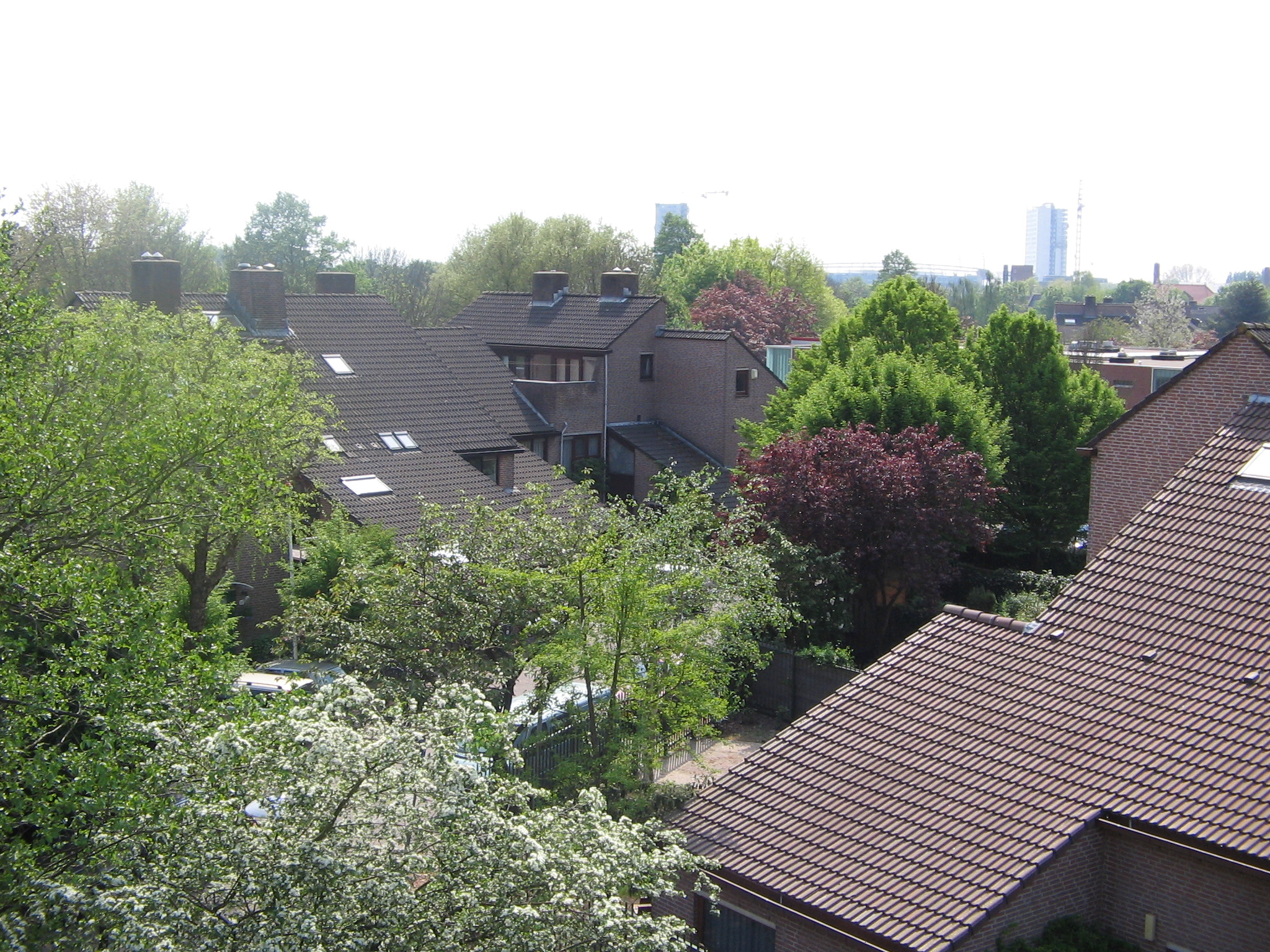
Rijnsweerd, met rechts op de achtergrond, nog net zichtbaar, Stadion Galgenwaard

Rijnsweerd wordt door de A28 gedeeld in Rijnsweerd-Noord en Rijnsweerd-Zuid.
Rijnsweerd-Noord bestaat uit het Park Bloeyendael en een bedrijvenpark met panden van onder andere PricewaterhouseCoopers, Regus-Zen en FNV Bondgenoten. Ook het provinciehuis van Utrecht is hier te vinden.
Rijnsweerd-Zuid is een woonwijk, en een van de duurdere buurten van Utrecht. Ook deze buurt is weer in tweeën te delen, door een zijarm van de Kromme Rijn, met aan de ene kant de acteursbuurt en aan de andere kant de Goudkust.

### Acteursbuurt
- De Acteursbuurt beslaat grofweg de noordwestelijke helft van de stad. De stad wordt zo genoemd omdat de straten naar acteurs of personen die daarmee te maken hadden zijn genoemd. Zo is er onder andere een Wim Sonneveldlaan en een Paul Huflaan. De buurt wordt gekenmerkt door een slingerig stratenpatroon, waaraan grote geschakelde woningen liggen. Het grootste deel bestaat uit woonerven. In de acteursbuurt staat ook de Daltonschool Rijnsweerd. Aan de noordrand van de acteursbuurt, langs de A28, staat een rij flats van maximaal vijf verdiepingen.

De buurt wordt met De Goudkust gescheiden door een kleine vertakking van de Kromme Rijn.

## De Goudkust
- De Goudkust is een duurdere buurt, die bestaat uit vrĳstaande bungalowwoningen met elk een ander ontwerp. Hier wordt het stratenpatroon - net als de bungalows - gekenmerkt door rechte lijnen. Opvallend is dat vrijwel alle woningen aan de rand van de Goudkust twee etages hebben, terwijl de woningen daarbinnen uit één etage bestaan.

De wijk ligt nabij het zwembad De Krommerijn en de gelijknamige rivier. Ook de Uithof en het Wilhelminapark liggen op loopafstand. De buurt sluit aan op de Kromhoutkazerne/Schilderswijk-Oost. De straten zijn vernoemd naar Griekse en Latijnse schrijvers.

## De Apenrots
Een van de bekendste panden binnen de buurt/subwijk is woonhuis de Waal met als bijnaam de Apenrots, een voorbeeld van organische architectuur, door architecten Ton Alberts en Max van Huut ontworpen voor de projectontwikkelaar van Rijnsweerd. Hoewel opgebouwd uit dezelfde steensoort als de overige de huizen en volledig geïntegreerd in de omgeving, is het pand veel minder strak van opzet en in meerdere aspecten lijkend op een kasteel. "De Apenrots" wordt tijdens Open Monumentendagen opengesteld voor het publiek.
Abstede · Buiten Wittevrouwen · Galgenwaard · Lodewijk Napoleonplantsoen en omgeving · Maarschalkerweerd · Oosterbuurt · Oudwijk · Rijnsweerd · Rubenslaan en omgeving · Schildersbuurt · Sterrenwijk · Tolsteegsingel en omgeving · Utrecht Science Park · Watervogelbuurt · Wilhelminapark en omgeving